# Nemzeti Bajnokság I 2006-07
La Nemzeti Bajnokság I 2006-07 fue la 105.ª temporada de la Primera División de Hungría. El nombre oficial de la liga fue Borsodi Liga por razones de patrocinio. La temporada se inició el 28 de julio de 2008 y finalizó el 28 de mayo de 2008. El campeón fue el club Debreceni VSC, que consiguió su 3° título de liga y el tercero consecutivo.
Los dieciséis clubes en competencia disputan dos ruedas con un total de 30 partidos disputados por club. Al final de la temporada, los dos últimos clasificados descienden y son sustituidos por los campeones de los dos grupos de la NB2, la segunda división de Hungría.
El Lombard-Pápa y el Ferencváros TC, ambos descendidos el pasado año, este último por no obtener la licencia por graves problemas financieros, fueron sustituidos para esta temporada por los campeones de la NB2, el Dunakanyar-Vác FC del grupo "Este" y el Paksi SE, ganador del grupo "Oeste".

## Tabla de posiciones
- Al final de la temporada, el campeón se clasifica para la segunda fase previa de la UEFA Champions League 2007-08. Mientras que el segundo en el campeonato y el campeón de la Copa de Hungría disputarán la Copa de la UEFA 2007-08.

|  |     | Equipo                | PJ | PG | PE | PP | GF | GC | DG  | PTS |
|  | --- | --------------------- | -- | -- | -- | -- | -- | -- | --- | --- |
|  | 1.  | Debreceni VSC         | 30 | 22 | 3  | 5  | 63 | 21 | +42 | 69  |
|  | 2.  | MTK Budapest          | 30 | 19 | 4  | 7  | 61 | 33 | +28 | 61  |
|  | 3.  | Zalaegerszegi TE      | 30 | 17 | 4  | 9  | 54 | 38 | +16 | 55  |
|  | 4.  | Újpest Budapest1      | 30 | 15 | 4  | 11 | 39 | 32 | +7  | 46  |
|  | 5.  | Vasas Budapest        | 30 | 13 | 6  | 11 | 43 | 41 | +2  | 45  |
|  | 6.  | FC Fehérvár           | 30 | 13 | 5  | 12 | 45 | 43 | +2  | 44  |
|  | 7.  | Kaposvári Rákóczi     | 30 | 12 | 5  | 13 | 40 | 36 | +4  | 41  |
|  | 8.  | Honvéd Budapest (C)   | 30 | 11 | 8  | 11 | 48 | 43 | +5  | 41  |
|  | 9.  | Diósgyőri VTK         | 30 | 11 | 5  | 14 | 40 | 52 | -12 | 38  |
|  | 10. | FC Sopron             | 30 | 11 | 4  | 15 | 33 | 46 | -13 | 37  |
|  | 11. | Paksi SE (A)          | 30 | 10 | 7  | 13 | 34 | 38 | -4  | 37  |
|  | 12. | FC Tatabánya          | 30 | 11 | 3  | 16 | 46 | 58 | -12 | 36  |
|  | 13. | Győri ETO             | 30 | 9  | 8  | 13 | 37 | 43 | -6  | 35  |
|  | 14. | Rákospalotai EAC      | 30 | 9  | 7  | 14 | 42 | 55 | -13 | 34  |
|  | 15. | Pécsi Mecsek FC       | 30 | 7  | 12 | 11 | 31 | 41 | -10 | 33  |
|  | 16. | Dunakanyar-Vác FC (A) | 30 | 4  | 7  | 19 | 21 | 57 | -36 | 19  |

1 Se le descontaron 3 puntos.
- (C) Campeón de la Copa de Hungría.
- (A) Club ascendido la temporada anterior.

|  | Clasificado para la UEFA Champions League 2007-08.  |
|  | Clasificado para la Copa de la UEFA 2007-08.        |
|  | Clasificado para la Copa Intertoto de la UEFA 2007. |
|  | Descenso a la Nemzeti Bajnokság II.                 |

## Máximos goleadores
| Jugador          | Club              | Goles |
| ---------------- | ----------------- | ----- |
| Péter Bajzát     | Győri ETO FC      | 17    |
| Ibrahima Sidibe  | Debreceni VSC     | 17    |
| József Kanta     | MTK Budapest      | 16    |
| Gábor Torma      | Rákospalotai EAC  | 15    |
| Róbert Waltner   | Zalaegerszegi TE  | 13    |
| Tibor Tisza      | Újpest FC         | 13    |
| Krisztián Németh | MTK Budapest      | 12    |
| Dorge Kouemaha   | FC Tatabánya      | 12    |
| Lóránt Oláh      | Kaposvári Rákóczi | 12    |